# Historia Bydgoszczy (1772–1806)

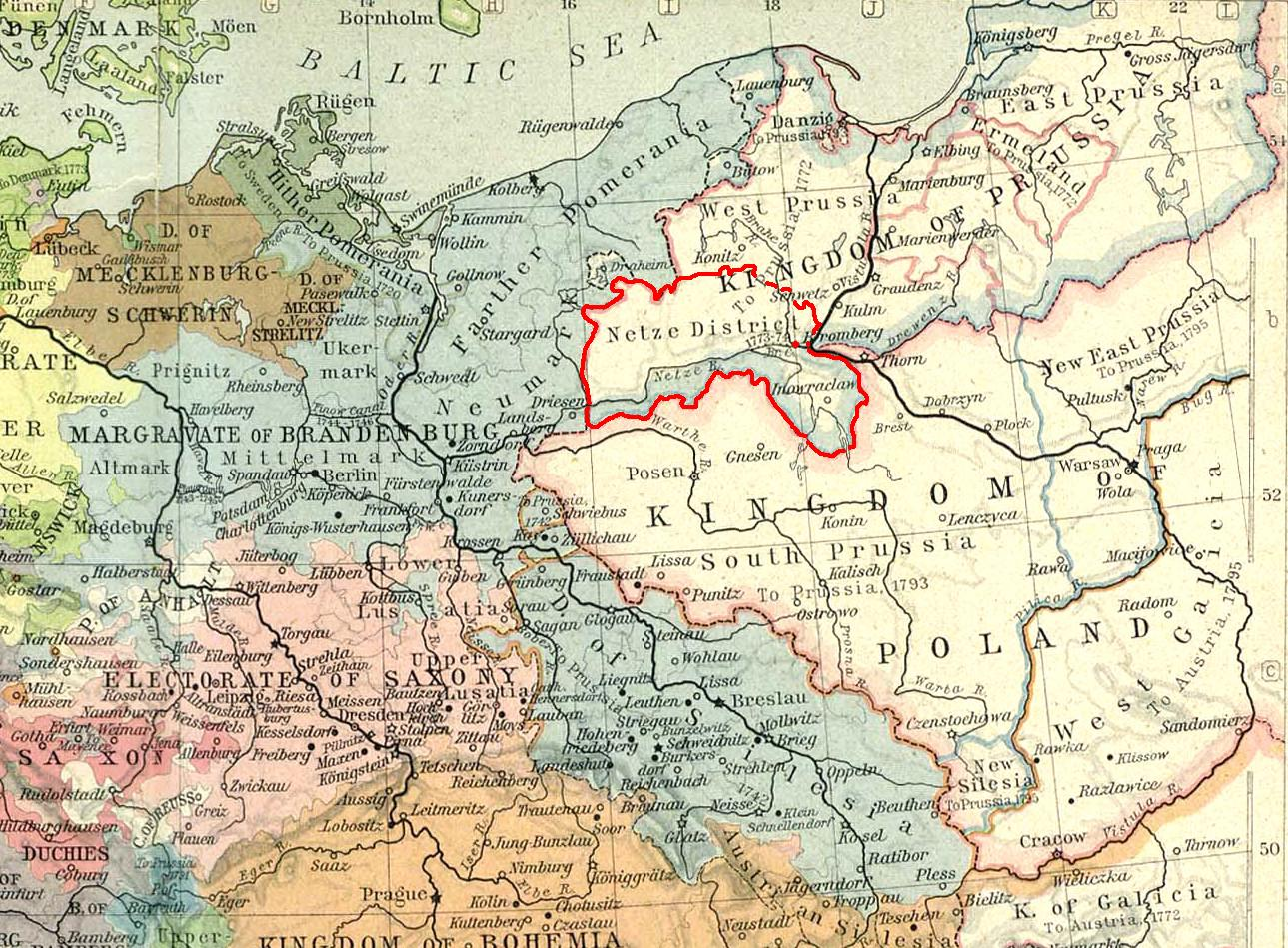
Obwód Nadnotecki na mapie (1786 r.) z atlasu Williama R. Shepharda

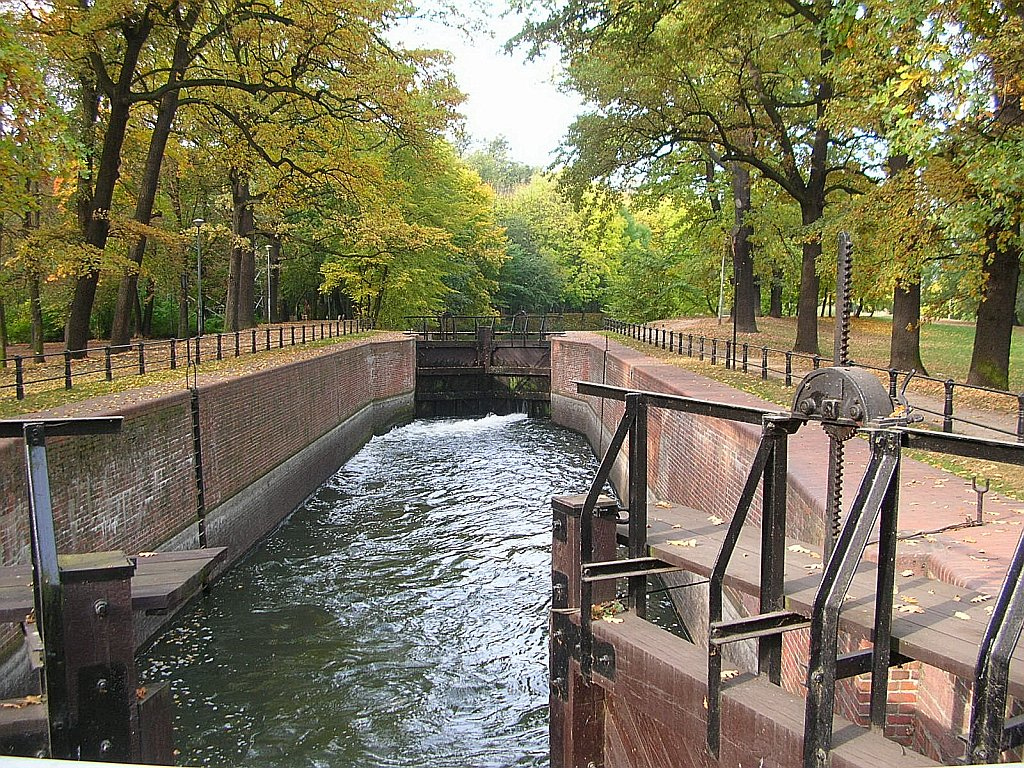
Stary Kanał Bydgoski, śluza V

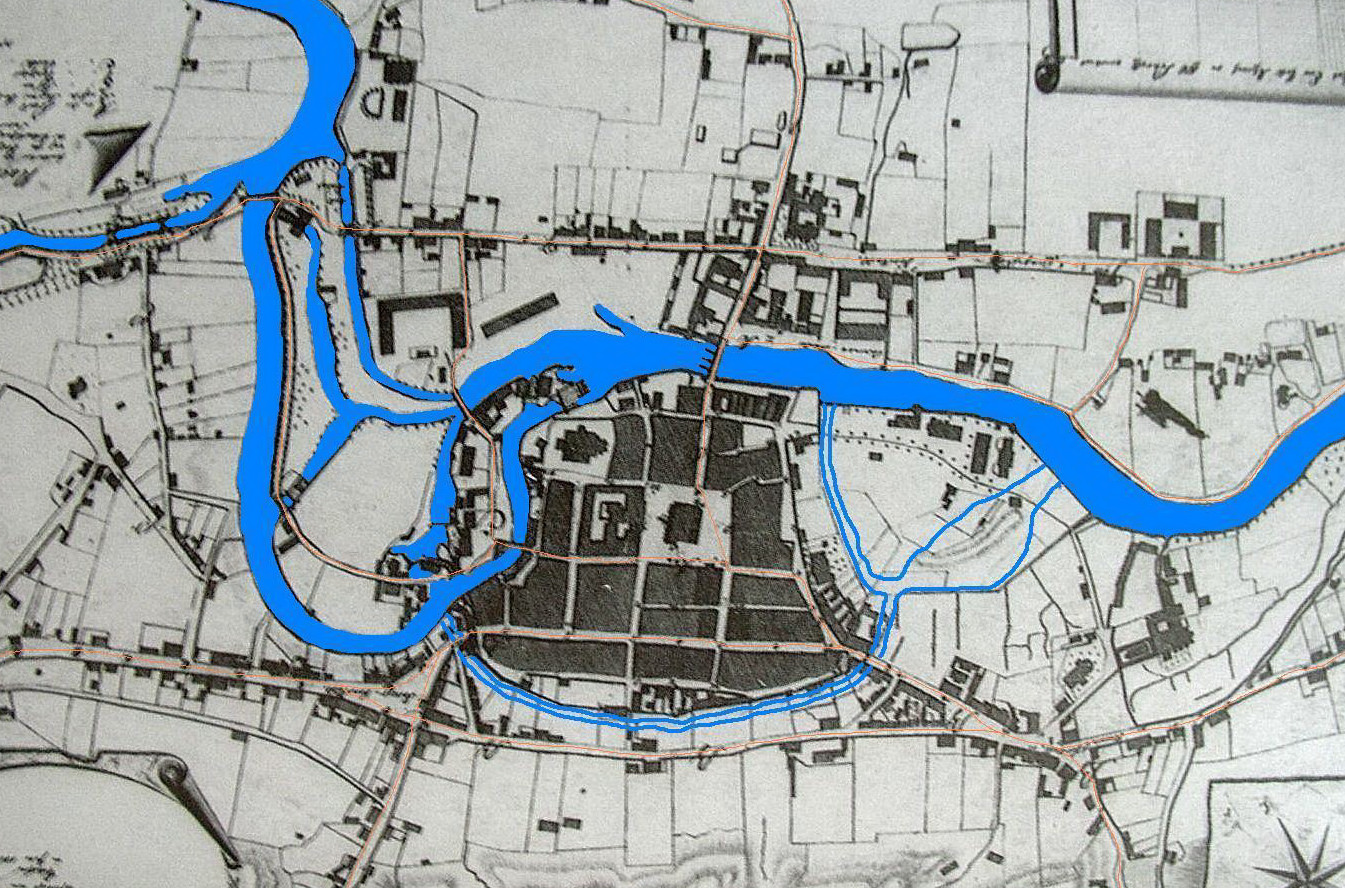
Plan Bydgoszczy por. Lindnera z 1800 r. z oznaczonymi ciekami wodnymi istniejącymi i zanikłymi oraz drogami

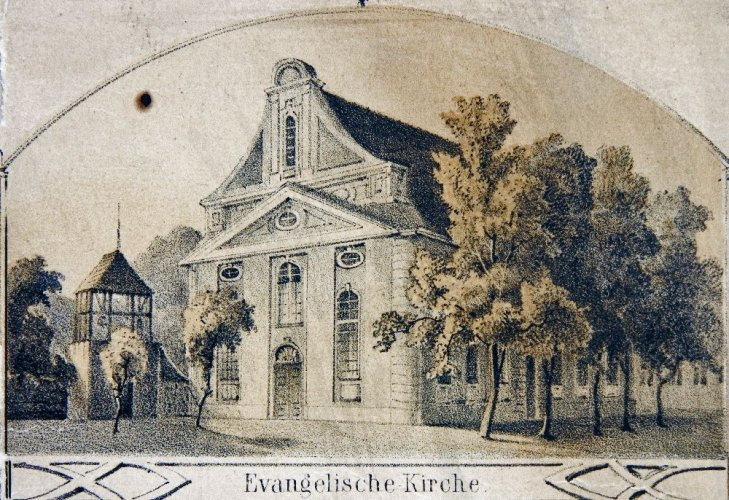
Stary kościół ewangelicki (1787 r.) przy ul. Podwale w Bydgoszczy

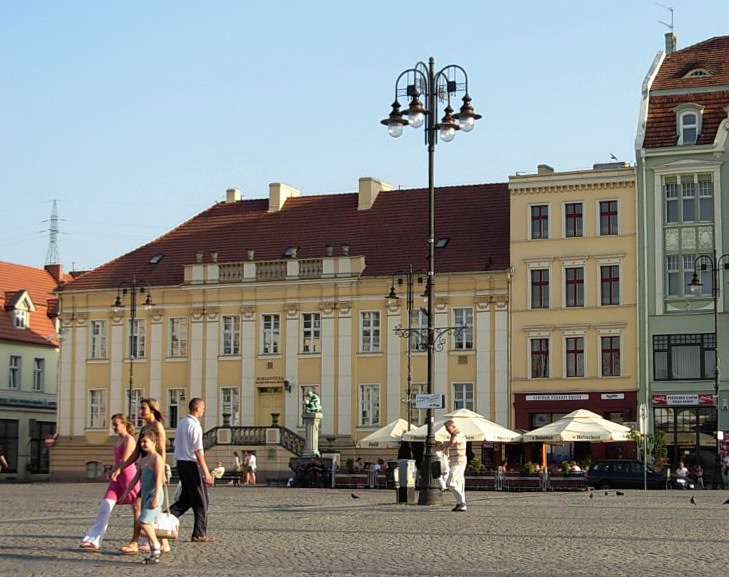
Budynek dawnej Kamery Wojenno-Domenalnej na Obwód Nadnotecki, wzniesiony w l. 1775-78

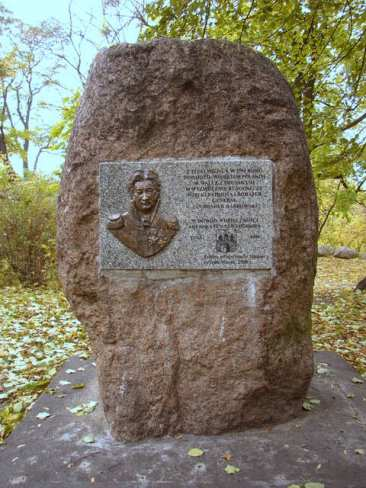
Obelisk gen. Dąbrowskiego w parku na wzgórzu Szwederowa

## Awans administracyjny

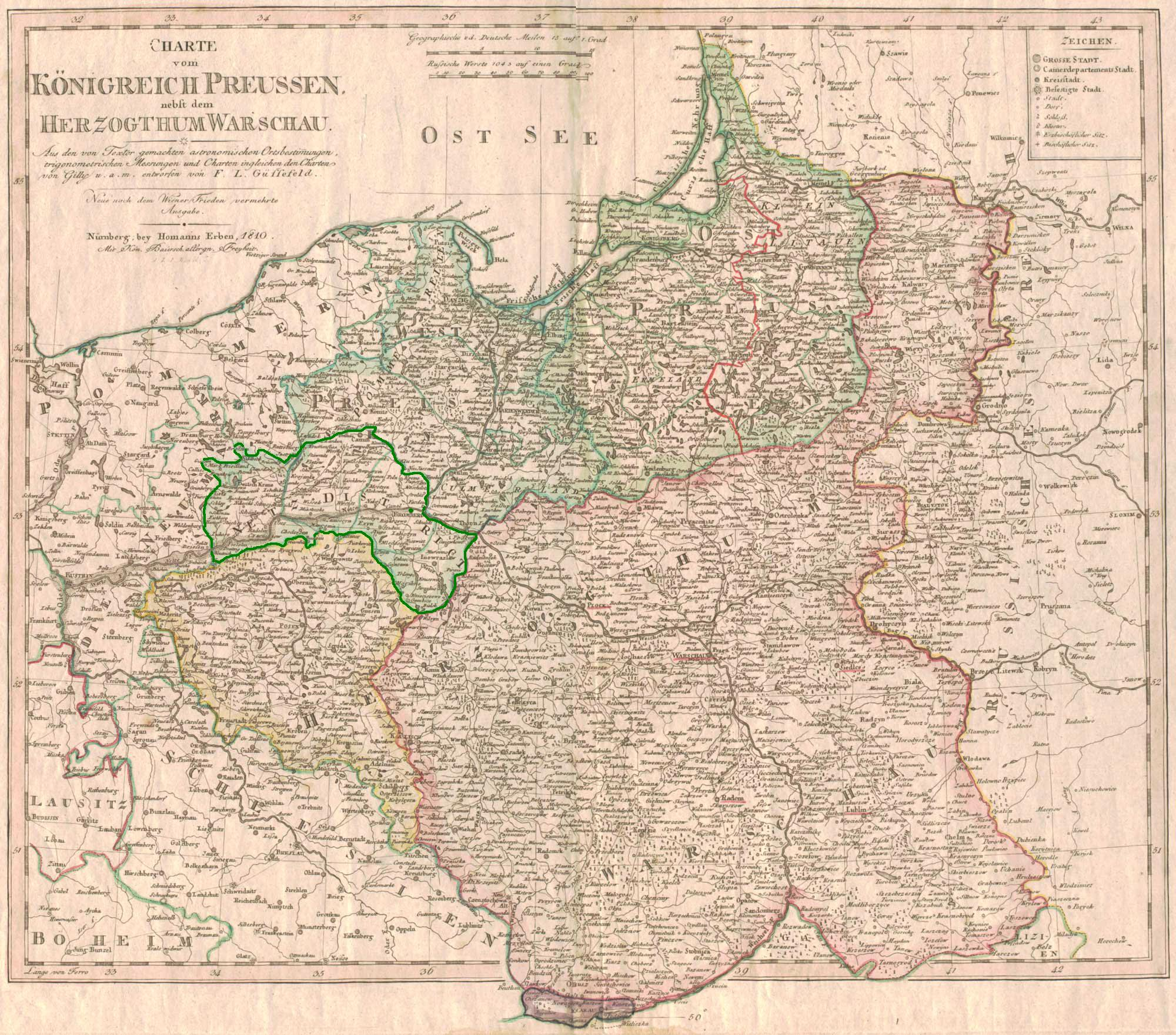
Obwód Nadnotecki na starej mapie Prus

W wyniku podpisanego traktatu rozbiorowego część Wielkopolski i Kujaw, w tym ziemie nad Notecią i Brdą z Bydgoszczą włącznie – wcielono w skład Królestwa Pruskiego. Nowe władze zlikwidowały dotychczasową administrację państwową oraz samorząd miejski, wprowadzając ustrój oparty na prawie pruskim. Król Fryderyk II z nowych nabytków terytorialnych utworzył prowincję Prusy Zachodnie, w której najwyższą władzą była Kamera Domenalna w Kwidzynie. Tereny położone nad Notecią i Brdą zostały włączone do Obwodu Nadnoteckiego (Netzedistrikt) z siedzibą władz tego regionu w Bydgoszczy. Obwód obejmował cztery powiaty: bydgoski, inowrocławski, kamieński i notecki. W ten sposób Bydgoszcz zyskała regionalne znaczenie administracyjne, a obwód nadnotecki stał się pierwowzorem dla kolejnych jednostek (departament bydgoski, rejencja bydgoska), które przetrwały do końca okresu pruskiego. Pierwszym urzędem pruskiej administracji, jaki powstał w Bydgoszczy było Kolegium Finansowe (1773 r.), a następnie Kamera Wojenno-Domenalna (1774 r.) i wreszcie Królewska Zachodniopruska Deputacja Kamery Wojenno-Domenalnej na Obwód Nadnotecki (od 29 czerwca 1775 r.) Jednostka ta podległa była bezpośrednio nadprezydentowi w Królewcu i otrzymała w zasadzie analogiczne kompetencje jak kamera kwidzyńska (ściąganie podatków, nadzór nad sądownictwem, aprowizacją, stowarzyszeniami zawodowymi i społecznymi komunikacją, policją itp.).
Dla potrzeb nowych urzędów administracyjnych, w latach 1775–1778 w południowej pierzei Starego Rynku wzniesiono nowy budynek, który obecnie mieści Miejską i Wojewódzką Bibliotekę Publiczną.
Oprócz tego w 1777 r. Bydgoszcz stała się również siedzibą urzędu landrata (powiatu), a w 1781 r. sądu nadwornego tj. będącego sądem apelacyjnym dla Obwodu Nadnoteckiego oraz miejscem stacjonowania garnizonu wojskowego.
Awans administracyjny spowodował rozwój miasta, zmiany w architekturze. Władze pruskie rozpoczęły od budowy mostów na Brdzie, bulwaru nad rzeką oraz koszar dla garnizonu. Do budowy użyto materiałów z rozbiórki zamku bydgoskiego. Wybrukowano drogi, remontowano mury i bramy miejskie, oświetlono ulice i budynki publiczne przez latarnie olejne.

## Kanał Bydgoski
Jeszcze ważniejszym wydarzeniem w historii Bydgoszczy tego okresu była budowa kanału łączącego Noteć z Brdą, a pośrednio Odrę z Wisłą.
Pierwsze koncepcje budowy kanału sięgają XVII wieku, kiedy dyskutowano je podczas rokowań Zygmunta III Wazy z elektorem brandenburskim, a później podobne pomysły wysuwał król Władysław IV. Bardziej szczegółową formę uzyskał projekt kanału bydgoskiego 9 lipca 1766 r. na posiedzeniu Komisji Skarbu Koronnego w Warszawie, kiedy to kapitan Franciszek Czaki przedstawił jego koncepcję. Chociaż z powodu rozbioru Polski do realizacji nie doszło, to na korzyść z przekopania kanału zwrócili uwagę Prusacy.
Nowa droga wodna doskonale wpisywała się w interesy państwa pruskiego, które dążyło do integracji nowych ziem z Brandenburgią oraz ograniczenia handlu gdańskiego poprzez budowę alternatywnego szlaku handlowego do Europy Zachodniej.
Fryderyk II zatwierdził budowę kanału już w marcu 1772 r. Budowa trwała błyskawicznie na owe czasy: zaledwie dwa lata (1773-74) przy pomocy sprowadzonych 10 tys. robotników. W ten sposób Kanał Bydgoski jest najstarszą sztuczną drogą wodną wybudowaną na ziemiach polskich.
Kanał wywarł poważny wpływ na życie Bydgoszczy. Budowa przyczyniła się do rozwoju handlu, przemysłu i rzemiosła. Nowy szlak wodny na zachód – do Szczecina i Berlina zastąpił staropolski szlak wiślany do Gdańska, który dawniej stanowił o pomyślności handlowej miasta. Napływ personelu technicznego i robotników narodowości niemieckiej przyczynił się natomiast do wzrostu tempa germanizacji.

## Rozwój gospodarczy i urbanistyczny
W końcu XVIII wieku w Bydgoszczy powstało szereg przedsiębiorstw państwowych: młyny, rafineria cukru przerabiająca zachodnioindyjską trzcinę cukrową, manufaktury sukiennicze, papiernia, cegielnia, farbiarnia, garbarnia i szereg innych. Zbudowano też gmachy o przeznaczeniu gospodarczym np. wielki zespół ryglowych spichlerzy (spalone w 1945 r.), spichlerze przy ul. Grodzkiej (dwa spalone w 1960 r., trzy zachowane).
Dzięki budowie ⁣⁣kanału⁣⁣ Bydgoszcz ponownie stała się znacznym ośrodkiem handlowym. W mieście utworzono komorę celną o zasięgu ogólnokrajowym, Radę Handlową i kompanię kupiecką. W końcu XVIII w. kanałem bydgoskim przepływało ok. 1000 łodzi i tratew rocznie, a był to dopiero początek kariery tego szlaku wodnego, gdyż np. w połowie XIX w. ruch na kanale wzrósł ośmiokrotnie.
Po 1772 r. znacznie rozbudowały się przedmieścia Bydgoszczy: Poznańskie, Toruńskie, Gdańskie oraz Okole, Grodztwo i Babia Wieś. W 1806 r. zamieszkiwało Bydgoszcz ok. 4 tys. mieszkańców, w tym wielu osadników narodowości niemieckiej. W 1787 r. zbudowano w rejonie dawnej fosy zamkowej pierwszą w mieście świątynię ewangelicką.

## Insurekcja kościuszkowska
W marcu 1794 roku wybuchło powstanie kościuszkowskie. Kilka miesięcy później do walczących przyłączyli się mieszkańcy Wielkopolski organizując własne powstanie. Wtedy Kościuszko zdecydował wysłać żołnierzy pod dowództwem Jana H. Dąbrowskiego. Przybył on do Bydgoszczy 2 października i po krótkim oblężeniu zdobył miasto (tzw. bitwa pod Bydgoszczą) wziął do niewoli 400 jeńców, zdobył kasy pruskie, amunicję oraz zapasy garnizonu pruskiego. Józef Wybicki jako pełnomocnik Rady Najwyższej Narodowej zorganizował polskie władze cywilne. Polski epizod skończył się po dwóch tygodniach, gdyż po klęsce powstania, Dąbrowski wycofał się z Bydgoszczy.
Pobyt generała upamiętnia obecna nazwa wzgórza, u którego podnóża leży Plac Poznański.
III rozbiór Polski w 1795 r. wpłynął na osłabienie pozycji Bydgoszczy w ramach państwa pruskiego. Bydgoszcz była już tylko jednym z bardzo wielu miast polskich pod władzą pruską i dlatego nie mogła liczyć na żadne szczególne względy.